# Rosyjska Narodowa Partia Reformistów
Rosyjska Narodowa Partia Reformistów (ros. Русская народная партия реформистов, RNPR) – kolaboracyjne rosyjskie ugrupowanie polityczne podczas II wojny światowej.
Ugrupowanie zostało utworzone wiosną 1942 r. w obozie jenieckim w Weimarze z inicjatywy b. kombriga Armii Czerwonej i wysokiego funkcjonariusza NKWD Iwana G. Biessonowa. Początkowo nosiło nazwę Narodowo-Rosyjska Partia Socjalistów-Realistów. Było faktycznie efemerydą polityczną pod całkowitym nadzorem Niemców. Jesienią 1942 r. kierownictwo RNPR powołało w oflagu w Hammelburgu antykomunistyczną organizację Polityczne Centrum Walki z Bolszewizmem. Iwan G. Biessonow przedstawił Niemcom plan tzw. desantu na GUŁAG, który przewidywał dywersyjny atak sił niemieckich na tyły wojsk sowieckich w rejon istnienia wielu sowieckich łagrów w ramach Gułagu. W celu jego przygotowania Iwan G. Biessonow, a tym samym jego ugrupowanie, został przeniesiony do obozu w miejscowości Leibus, a następnie Linsdorf. Była tam formowana brygada złożona z rosyjskich kolaborantów. Ostatecznie plan nie został jednak zrealizowany. W późniejszym okresie Gestapo zlikwidowało zarówno Rosyjską Narodową Partię Reformistów, jak też Polityczne Centrum Walki z Bolszewizmem, a I. G. Biessonowa przeniosło do specjalnego oddziału obozu koncentracyjnego w Sachsenhausen.